# Salinas de Hidalgo
Salinas de Hidalgo är en ort i Mexiko.   Den ligger i kommunen Salinas och delstaten San Luis Potosí, i den centrala delen av landet, 400 km nordväst om huvudstaden Mexico City. Salinas de Hidalgo ligger 2 076 meter över havet och antalet invånare är 13 973.
Terrängen runt Salinas de Hidalgo är huvudsakligen platt, men åt sydost är den kuperad. Runt Salinas de Hidalgo är det glesbefolkat, med 13 invånare per kvadratkilometer. Salinas de Hidalgo är det största samhället i trakten. Omgivningarna runt Salinas de Hidalgo är i huvudsak ett öppet busklandskap.